# Christoph Christian von Dabelow

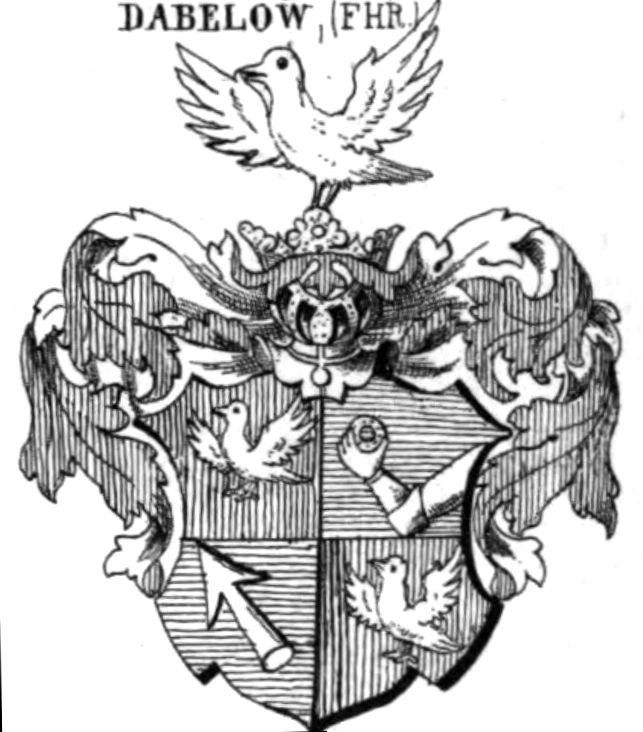
Wappen Freiherr von Dabelow, 1811

Christoph Christian Freiherr von Dabelow (* 19. Juli 1768 in Neubukow; † 28. Apriljul. / 10. Mai 1830greg. in Dorpat) war ein deutscher Rechtswissenschaftler und Hochschullehrer.

## Leben
Nach Besuch der Gymnasien zu Güstrow und Rostock studierte Dabelow Rechtswissenschaften an den Universitäten Rostock und Jena. Er ließ sich nach dem Examen 1787 als Anwalt nieder. 1789 wurde er an der Universität Bützow, seinerzeit eine Zweigstelle der Universität Rostock, promoviert.  Nach der Habilitation lehrte er seit 1792 als ordentlicher Professor der Rechte an der Universität Halle.
In Halle (Saale) wurde Dabelow ein Mitglied im Bund der Freimaurer in der dort ansässigen Johannisloge Friedrich zur Standhaftigkeit. Als die Universität nach dem Krieg gegen Napoleon im Herbst 1806 vorübergehend geschlossen wurde, unternahm er Reisen durch Österreich, Italien und Frankreich, um an den dortigen Bibliotheken seine Kenntnisse des römischen und französischen Rechts zu erweitern. Nach der Wiedereröffnung der Universität kehrte er kurz nach Halle zurück, nahm dort jedoch 1809 seinen Abschied.
Er zog nach Leipzig, da ihm offiziell die Perspektive auf eine Professur an der Universität Leipzig eröffnet worden war. Der sächsische König wollte mehrere Professuren neuer Gründung in Leipzig errichten. Durch den Wiederausbruch des Kriegs im Jahre 1809 geriet die Sache jedoch ins Stocken und scheiterte. Daraufhin blieb Dabelow in Leipzig, wo er teils in literarischer, teils praktischer Beschäftigung lebte und u. a. Mitglied einer bedeutenden akademischen Lesegesellschaft war. Nachdem er sich habilitiert hatte, hielt er bis zum März 1811 an der Universität juristische Vorlesungen. Auf juristischem Gebiet beschäftigte er sich insbesondere mit dem neuen napoleonischen Zivilrecht. Er stand in der Tradition der aus dem Naturrecht entwickelten vernunftrechtlichen Ansätze Christian Wolffs und war ein Schüler Daniel Nettelbladts. Dabelow schlug allerdings einen eigenen Weg zu einem systematischen Verständnis des Rechts ein. Sein gutes Abstraktionsvermögen beruhte nicht allein auf Vernunfterwägungen, auch war sein Denken von philosophischem Geist. Einer seiner Schüler war Friedrich Georg von Bunge.
1811 wurde er Staatsrat und dann Staatsminister unter Herzog August Christian zu Anhalt-Köthen, der ihn zudem in den Freiherrenstand erhob. Nachdem der Herzog Anfang Mai 1812 kinderlos verstorben war und die Ausübung der Regierungsgeschäfte formell auf dessen minderjährigen Neffen Ludwig August unter Vormundschaft der Herzogsfamilie übertragen worden war, ersuchte Dabelow 1813 um seine Entlassung. Er lebte anschließend ohne feste Anstellung in Heidelberg, Göttingen und dann wieder in Halle, bevor er 1819 als ordentlicher Professor der Rechte an die Universität Dorpat berufen wurde. Nachdem er bereits 1819 auch zum Hofrat ernannt worden war, wurde er 1824 noch zum Kollegienrat und 1830 schließlich zum kaiserlich-russischen Staatsrat befördert. Den Lehrstuhl für bürgerliches Recht römischen und deutschen Ursprungs hatte er an der Universität Dorpat bis zu seinem Tod im Jahr 1830 betreut. Er war Träger des großherzoglich-hessischen Hausordens. In seinen Schriften behandelte er fast alle Gebiete der Rechtswissenschaft. Sein besonderes Interesse galt zuletzt dem Staats- und Völkerrecht.

## Werke (Auswahl)
- Geschichte sämmtlicher Quellen des gemeinen deutschen positiven Rechts, Zwei Teile. Halle 1792.
- Encyclopädie und Methodologie des Rechts, Halle 1793.
- Lehrbuch des Staats- und Völkerrechts der Deutschen, Halle 1795.
- Versuch einer Theorie der Lehren von den Lehnsschulden, dem Lehnsconcourse und dem Verhältniß der Lehnsgläubiger zu den Allodialgläubigern, Halle 1797.
- Ausführlicher theoretisch-praktischer Kommentar über den Code Napoleon, Halle 1810.
- Frankreichs gegenwärtige Lage, Verfassung und Verwaltung – mit einem Rückblick auf die vergangenen Zeiten als Einleitung, Halle 1810.
- Gedanken über den durch den Pariser Frieden vom 30. Mai 1814 verhießenen Deutschen Staatenbund. Nebst einem Anhange über die Pläne Napoleons mit Deutschland, wenn seine Absichten auf Rußland geglückt wären, aus ungedruckten Urkunden. Johann Friedrich Röwer, Göttingen 1814.
- Über den 13. Artikel der deutschen Bundes-Acte die landständischen Verfassungen betreffend, Halle 1816.
- Über Souverainität, Staatsverfassung und Repräsentativ-System, mit Berücksichtigung der Ancillonschen Grundsätze und mit Anwendung auf Deutschland, Marburg 1816.
- Römische Staats- und Rechtsgeschichte im Grundriß, Halle 1818.